# Жер, Арно
Арно Паскаль Жер (фр. Arnaud Pascal Geyre; 21 апреля 1935[…], По — 20 февраля 2018[…], Шато-Тьерри[…]) — французский шоссейный велогонщик, выступавший за сборную Франции по велоспорту в середине 1950-х годов. Обладатель золотой и серебряной медалей летних Олимпийских игр в Мельбурне, участник чемпионата мира в Копенгагене. В период 1958—1963 годов также выступал на профессиональном уровне.

## Биография
Арно Жер родился 21 апреля 1935 года в городе По департамента Атлантические Пиренеи, Франция.
Первого серьёзного успеха в велоспорте добился в 1955 году, заняв первое и второе места на отдельных этапах молодёжной многодневной гонки Route de France.
Принимал участие в шоссейном чемпионате мира в Копенгагене, показав в гонке любителей восьмой результат.
Наибольшего успеха в своей спортивной карьере добился в сезоне 1956 года, когда вошёл в основной состав французской национальной сборной и благодаря череде удачных выступлений удостоился права защищать честь страны на летних Олимпийских играх в Мельбурне. В программе индивидуальной гонки с раздельным стартом занял второе место, уступив только итальянцу Эрколе Бальдини, и получил олимпийскую награду серебряного достоинства. В групповой командной гонке совместно с партнёрами Морисом Мушеро и Мишелем Вермёленом показал лучший общий результат, завоевав тем самым золото.
После мельбурнской Олимпиады Жер перешёл в профессионалы и присоединился к команде Helyett-Potin-Hutchison. В её составе в 1958 году одержал победу в гонке «Париж — Осер», выиграл первый и третий этапы многодневной гонки «Тур де л’Од», расположившись в генеральной классификации на второй строке.
В 1959 году отметился победой в гонке Boucles du Bas-Limousin, стал третьим на Boucles de la Seine.
Сезон 1961 года провёл в команде Mercier-BP-Hutchinson, с которой был лучшим на втором этапе «Тур де л’Од», финишировал первым на «Тур де л’Эро».
Последний раз выступал на профессиональном уровне в сезоне 1963 года в составе команды Pinturas Ega.
Умер 20 февраля 2018 года в коммуне Шато-Тьерри в возрасте 82 лет.